# Cecilia Araneda
Cecilia Araneda née en 1970 au Chili est une curatrice et une réalisatrice de films expérimentaux, canado-chilienne. Elle vit à Elmwood au Canada.

## Biographie
Cecilia Araneda est née au Chili. À la suite du coup d'État du 11 septembre 1973, sa famille quitte le Chili et se réfugie au Canada. Cecilia Araneda grandit dans le nord du Manitoba. Elle obtient un bachelor of arts en théâtre de l'Université York à Toronto, puis un master of arts en écriture de scénario de l'Université de la Colombie-Britannique à Vancouver. Elle suit les cours de Hart Hanson.
De 2006 à 2017, elle est directrice générale du Winnipeg Film Group (en) qui développe et diffuse les films des cinéastes de Winnipeg.
En 2018, elle dirige un programme de développement de littérature numérique dans les zones rurales du Manitoba.
En 2005, elle fonde avec Salomon Nagler un festival de films expérimentaux et d'avant-garde WNDX, Festival of Moving Image, qui présente des images animées du monde entier, mais aussi le travail des communautés sous-représentées notamment les peuples Anishinaabeg, Cree, Oji-Cree, Dakota et Dénés.
Cecilia Araneda réalise aussi bien des films de fiction, des documentaires ou des films expérimentaux. Le mémoire est une question qu'elle travaille particulièrement. Dans ses films, un mot, une image, une couleur déclenche une série de souvenirs, signe à la fois d'une présence et d'une absence.
En 2010, une rétrospective de l'ensemble des films de Cecilia Araneda est proposé à l'Institut canadien du film d’Ottawa.
En 2012, elle publie son premier roman Ocean qui suit le destin de trois femmes qui vivent au Chili au XXe siècle.

## Filmographie
- 1998 : Chile: A History in Exile, 28 min
- 2001 : Unwoven, 12 min
- 2002 : Memory
- 2003 : Amnesia, 14 min
- 2005 : Halley’s Comet, 12 min
- 2007 : In Reflection
- 2007 : Imprint
- 2009 : What Comes Between
- 2011 : Memory : Recollected
- 2013 : Presque Vu
- 2014 : Cumbia 42
- 2016 : Before
- 2017 : The Space Shuttle Challenger
- 2017 : The Poster Guy

## Prix et distinctions
- prix Roberto Ariganello, 2017[1]
- prix du Manitoba Film Hothouse Award, 2017
- 3e place du Prix Norberto Griffa le film The Space Shuttle Challenger, 2017
- Best Short prize, International Human Rights Film Festival, Autriche, pour The Space Shuttle Challenger, 2018[9]
- prix Joan-Lowndes, 2019[10]